# John Candy
John Candy (născut John Franklin Candy la 31 octombrie 1950 — d. 4 martie 1994) a fost un actor canadian de film. A jucat în filme ca O vacanță de tot râsul (1983),  Avioane, trenuri și automobile (1987) sau  Echipa de bob (1993). A avut, de asemenea, o apariție și în Singur acasă (1990), film în care interpretat rolul lui Gus Polinski, un cântăreț de polka.
Actorul a decedat la 4 martie 1994, cel mai probabil din cauza unui infarct miocardic, diagnostic care nu a fost validat prin autopsie.

## Filmografie
| An   | Film                                    | Role                                     | Note                                          |
| ---- | --------------------------------------- | ---------------------------------------- | --------------------------------------------- |
| 1973 | Class of '44                            | Paule                                    | Nem.                                          |
| 1975 | It Seemed Like a Good Idea at the Time  | Kopek                                    |                                               |
| 1976 | Tunnel Vision                           | Cooper                                   |                                               |
| 1976 | The Clown Murders                       | Ollie                                    |                                               |
| 1976 | Find the Lady                           | Kopek                                    |                                               |
| 1978 | The Silent Partner                      | Simonsen                                 |                                               |
| 1979 | Lost and Found                          | Carpentier                               |                                               |
| 1979 | 1941                                    | Pvt. Foley                               |                                               |
| 1980 | Deadly Companion                        | John                                     | Alt titlu: Double Negative                    |
| 1980 | The Blues Brothers                      | Burton Mercer                            |                                               |
| 1981 | Stripes                                 | Dewey "Ox" Oxberger                      |                                               |
| 1981 | Heavy Metal                             | Desk Sergeant, Dan/Den, Robot            | Doar voce                                     |
| 1982 | It Came from Hollywood                  | Rolul său                                |                                               |
| 1983 | National Lampoon's Vacation             | Lasky                                    |                                               |
| 1983 | Going Berserk                           | John Bourgignon                          |                                               |
| 1984 | Splash                                  | Freddie Bauer                            |                                               |
| 1985 | Brewster's Millions                     | Spike Nolan                              |                                               |
| 1985 | Sesame Street Presents Follow That Bird | Polițist                                 |                                               |
| 1985 | Summer Rental                           | Jack Chester                             |                                               |
| 1985 | Volunteers                              | Tom Tuttle                               |                                               |
| 1986 | Armed and Dangerous                     | Frank Dooley                             |                                               |
| 1986 | Little Shop of Horrors                  | Wink Wilkinson                           |                                               |
| 1987 | Spaceballs                              | Barf                                     |                                               |
| 1987 | Planes, Trains and Automobiles          | Del Griffith                             |                                               |
| 1988 | The Great Outdoors                      | Chet Ripley                              |                                               |
| 1988 | She's Having a Baby                     | Chet from 'The Great Outdoors'           | Nem.                                          |
| 1988 | Hot to Trot                             | Don                                      | Doar voce                                     |
| 1989 | Who's Harry Crumb?                      | Harry Crumb                              | Și producător executiv                        |
| 1989 | Speed Zone                              | Charlie Cronan                           |                                               |
| 1989 | Uncle Buck                              | Buck Russell                             |                                               |
| 1990 | Masters of Menace                       | Beer Truck Driver                        |                                               |
| 1990 | Home Alone                              | Gus Polinski – Polka King of the Midwest |                                               |
| 1990 | The Rescuers Down Under                 | Wilbur                                   | Doar voce                                     |
| 1991 | Nothing But Trouble                     | Deputy Dennis / Eldona                   |                                               |
| 1991 | Career Opportunities                    | C.D. Marsh                               | Nem.                                          |
| 1991 | Only the Lonely                         | Danny Muldoon                            |                                               |
| 1991 | Delirious                               | Jack Gable                               |                                               |
| 1991 | JFK                                     | Dean Andrews Jr.                         |                                               |
| 1992 | Once Upon a Crime                       | Augie Morosco                            |                                               |
| 1992 | Boris and Natasha: The Movie            | Kalishak                                 |                                               |
| 1993 | Rookie of the Year                      | Cliff Murdoch (Crainic)                  | Nem.                                          |
| 1993 | Cool Runnings                           | Irving 'Irv' Blitzer                     |                                               |
| 1994 | Wagons East!                            | James Harlow                             | Lansat postum                                 |
| 1995 | Canadian Bacon                          | Sheriff Bud Boomer                       | Filmat în 1993; Lansat postum                 |
| 1995 | Pocahontas                              | Redfeather                               | Doar voce, personaj abandonat după moartea sa |

### Televiziune
| An        | Emisiune                                     | Rol                                    | Note                                                                  |
| --------- | -------------------------------------------- | -------------------------------------- | --------------------------------------------------------------------- |
| 1972      | Cucumber                                     | Weatherman                             | Mai multe episoade                                                    |
| 1972      | Dr. Simon Locke                              | Richie                                 | Episodul: "Death Holds the Scale"                                     |
| 1974      | The ABC Afternoon Playbreak                  | 2nd Son                                | Episodul: "Last Bride of Salem"                                       |
| 1974      | Dr. Zonk and the Zunkins                     |                                        | Mai multe episoade                                                    |
| 1976      | The David Steinberg Show                     | Spider Reichman                        | Episodul unu Episodul doi                                             |
| 1976      | 90 Minutes Live                              | (Diverse)                              | serial TV                                                             |
| 1976–1977 | Coming Up Rosie                              | Wally Wypyzypychwk                     | TV series (With Rosemary Radcliffe, Dan Aykroyd and Catherine O'Hara) |
| 1976–1979 | Second City TV                               | (Diverse)                              | 50 de episoade                                                        |
| 1977      | King of Kensington                           | Bandit                                 | Episodul: "The Hero"                                                  |
| 1980      | The Courage of Kavik, the Wolf Dog           | Pinky                                  | Film TV                                                               |
| 1980      | Big City Comedy                              | Rolul său (gazdă) / Diverse            | Serial TV (sketch comedy)                                             |
| 1981      | Tales of the Klondike                        |                                        | TV mini-series                                                        |
| 1981      | Saturday Night Live                          | Juan Gavino                            | Episodul: "George Kennedy/Miles Davis" (Nem.)                         |
| 1981–1983 | SCTV Network 90                              | (Diverse)                              | 38 de episoade                                                        |
| 1983      | SCTV Channel                                 | (Diverse)                              | Episodul: "Maudlin O' the Night"                                      |
| 1984      | The New Show                                 | (Diverse)                              | Cinci episoade                                                        |
| 1985      | Martin Short: Concert for the North Americas | Marcel                                 | Film TV                                                               |
| 1985      | The Canadian Conspiracy                      | (Diverse)                              | Film TV                                                               |
| 1985      | The Last Polka                               | Yosh Shmenge/Pa Shmenge                | Film TV                                                               |
| 1987      | Really Weird Tales                           | Howard Jensen ('Cursed with Charisma') | Film TV                                                               |
| 1989      | The Rocket Boy                               | The Hawk                               | Film TV                                                               |
| 1989      | Camp Candy                                   | Rolul său                              | Voice                                                                 |
| 1990      | The Dave Thomas Comedy Show                  |                                        | Un episod                                                             |
| 1992      | Shelley Duvall's Bedtime Stories             | Narator                                | Episodul: "Blumpoe the Grumpoe Meets Arnold the Cat/Millions of Cats" |
| 1994      | Hostage for a Day                            | Yuri Petrovich                         | Film TV                                                               |
| 2009      | The Magic 7                                  | Smokestack Sam                         | Film TV; Voce; Produs în 1990-1993; Film nelansat                     |